# Podgórze Hermanowickie
Podgórze Hermanowickie – region geograficzny o krajobrazie falistego podgórza położony na Podkarpaciu Wschodnim w okolicach Przemyśla, na pograniczu polsko-ukraińskim. Stanowi część Płaskowyżu Sańsko-Dniestrzańskiego. Wyosobniony jako mezoregion z indeksem 521.11 w ramach wieloautorskiej regionalizacji fizycznogeograficznej Polski z 2018 roku, według której sąsiaduje z Pogórzem Przemyskim i Płaskowyżem Mościskim.

## Środowisko przyrodnicze
W granicach Polski region zajmuje terytorium o powierzchni 62 km² obejmując kilkanaście wsi, z których ważniejszymi są Fredropol i Hermanowice. Stanowi wschodnie, niewielkie przedpole Pogórza Przemyskiego, od zachodu i południa ograniczone doliną rzeki Wiaru, która osiąga tutaj poziom ok. 200 m n.p.m. Rzeźbę terenu znamionują wzgórza miejscami przekraczające wysokość 300 m n.p.m. W podłożu zalegają sfałdowane skały różnego rodzaju, głównie ilaste, przykryte osadami polodowcowymi i pokrywą lessu. W pokryciu zewnętrznym dominują użytki rolne na żyznych czarnoziemach i glebach brunatnych.

## Różnice w podziałach geograficznych
W upowszechnionym przed 2018 rokiem podziale Polski na mezoregiony fizycznogeograficzne według Jerzego Kondrackiego, omawiany region nie był wyróżniony i współtworzył jednostkę o nazwie Płaskowyż Chyrowski. Region został pierwotnie wydzielony jako tzw. Brama Przemyska przez geografa-regionalistę Pawła Włada w jego koncepcji podziału geograficznego ziemi przemyskiej. Badacz ten zwrócił uwagę na odmienności w rzeźbie i strukturze podłoża zachodniej i wschodniej części Płaskowyżu Chyrowskiego. Na tej podstawie wyróżnił Płaskowyż Mościski (o relatywnie większych wysokościach bezwzględnych i względnych, z niesfałdowanym podłożem skalnym) oraz Bramę Przemyską (z mniejszymi wysokościami i sfałdowanymi skałami), stanowiącą obniżenie pomiędzy rzeczonym Płaskowyżem a Pogórzem Przemyskim.